# Krzemień (Wyspa Króla Jerzego)
Krzemień - góra na Wyspie Króla Jerzego, najwyższy szczyt Wzgórz Ratowników (152 m n.p.m.). Góra leży w południowo-zachodniej części pasma, na skraju Lodowca Sfinska, w sąsiedztwie Sphinx Hill. Nazwa pochodzi od szczytu Krzemień w polskich Bieszczadach. Góra znajduje się na terenie Szczególnie Chronionego Obszaru Antarktyki "Zachodni brzeg Zatoki Admiralicji" (ASPA 128).